# Parc naturel des Gorges du Haut Èbre et Rudrón
 (juillet 2025).
Si vous disposez d'ouvrages ou d'articles de référence ou si vous connaissez des sites web de qualité traitant du thème abordé ici, merci de compléter l'article en donnant les références utiles à sa vérifiabilité et en les liant à la section « Notes et références ».
Le parc naturel des Gorges du Haut Èbre et Rudrón est un espace naturel protégé du nord-ouest de la province de Burgos, dans la communauté autonome de Castille-et-Léon, Espagne.

## Milieu territorial

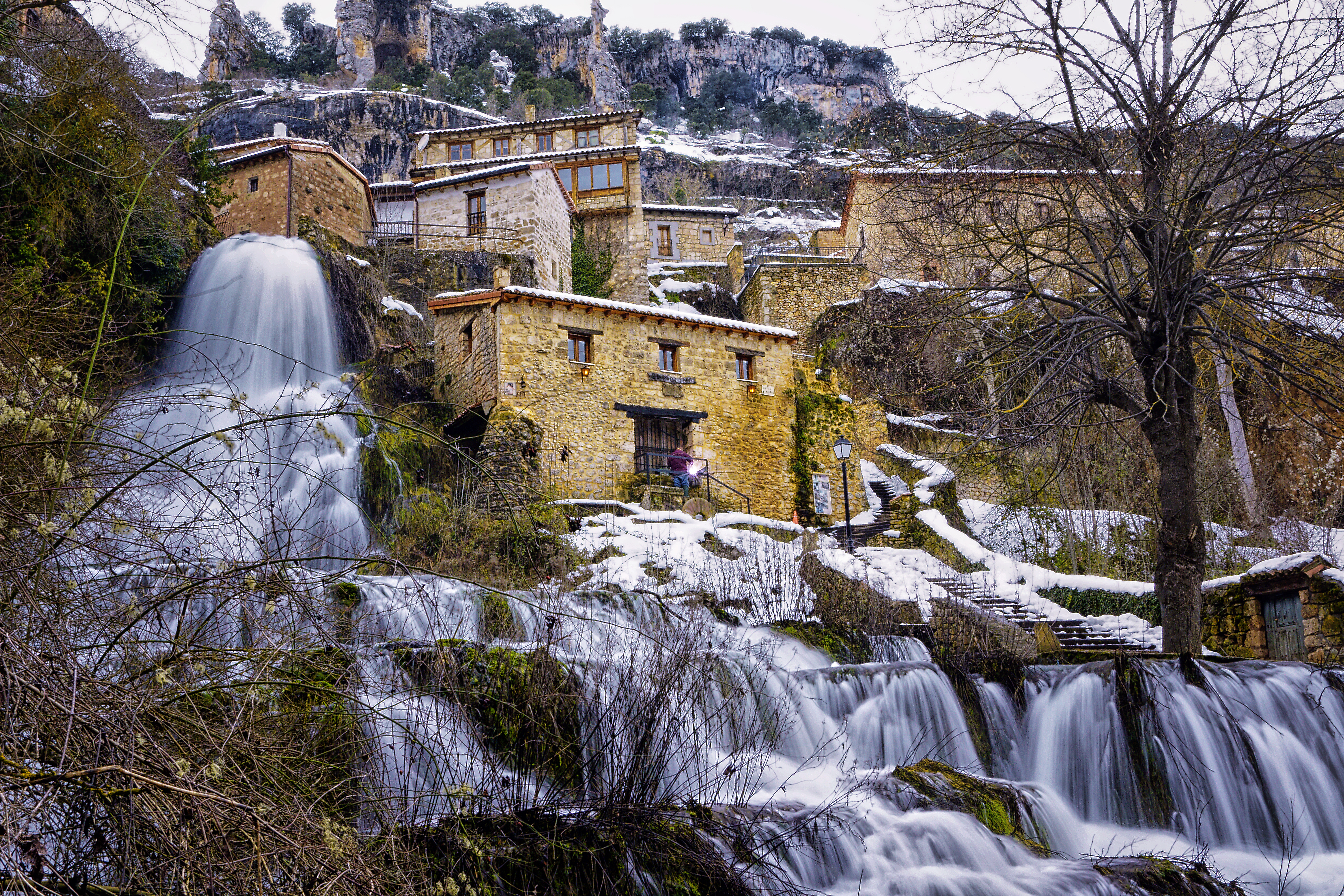
Cascade à Orbaneja del Castillo.

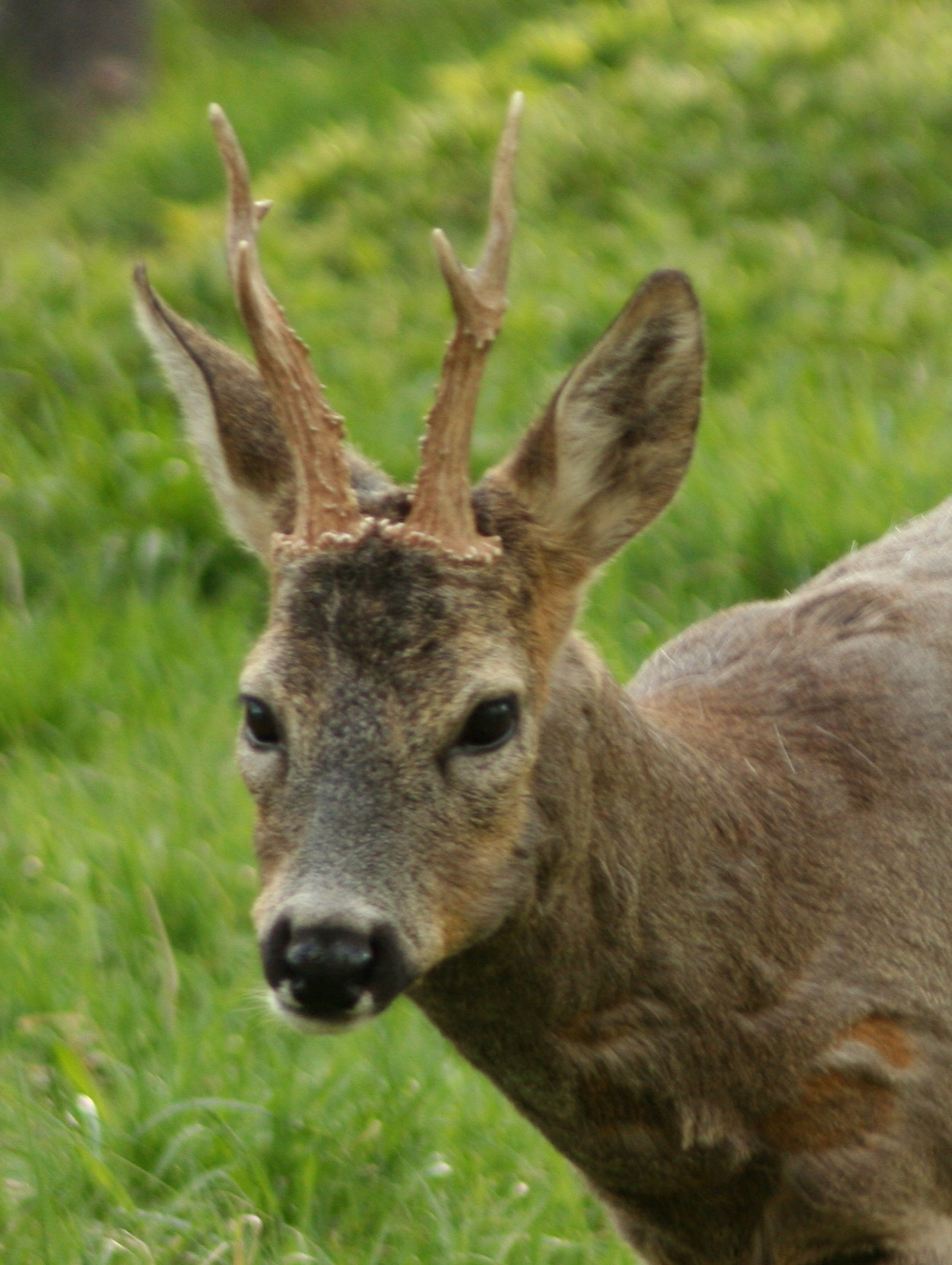
Chevreuil. Très abondant dans la zone.

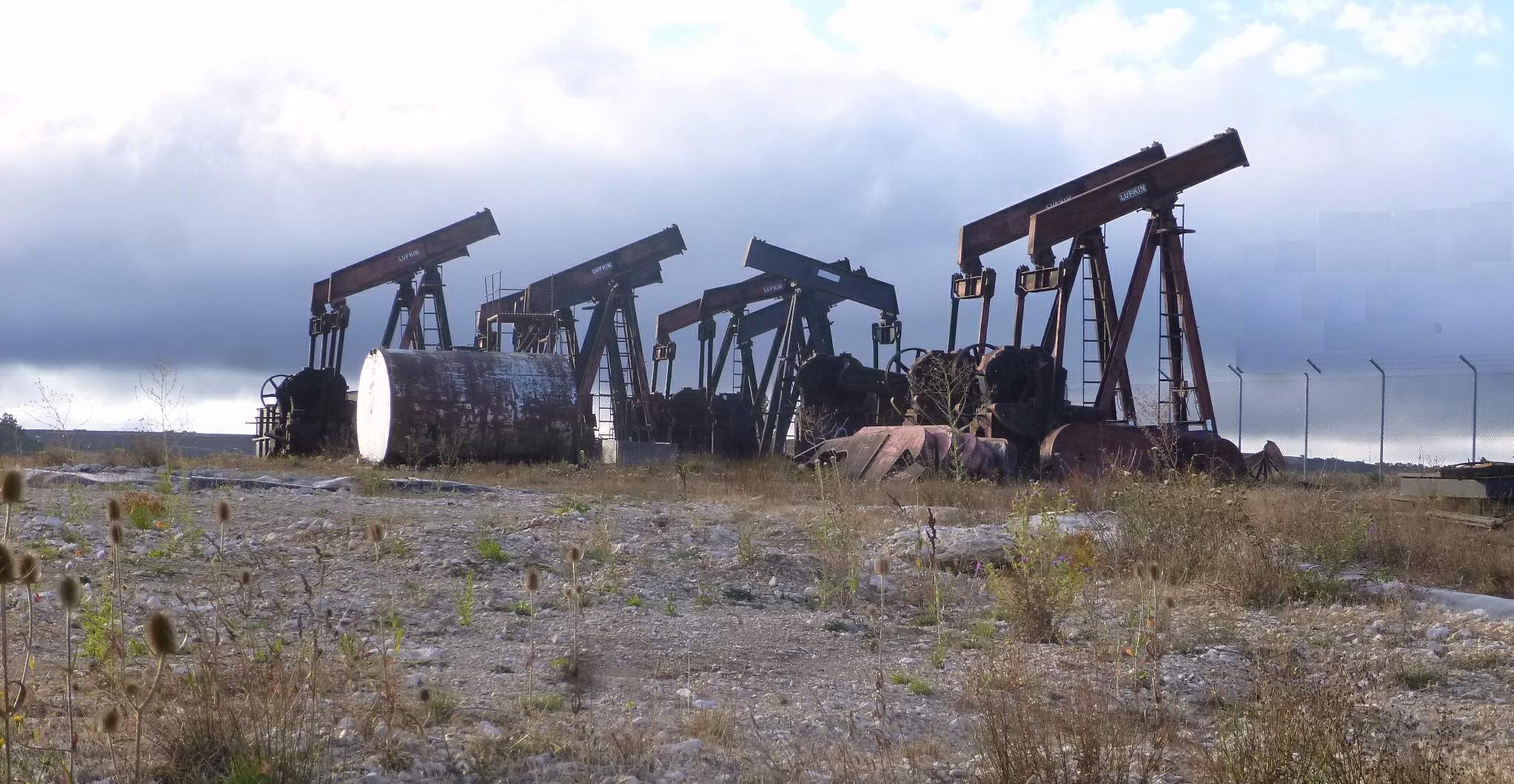
Champ pétrolifère d'Ayoluengo.

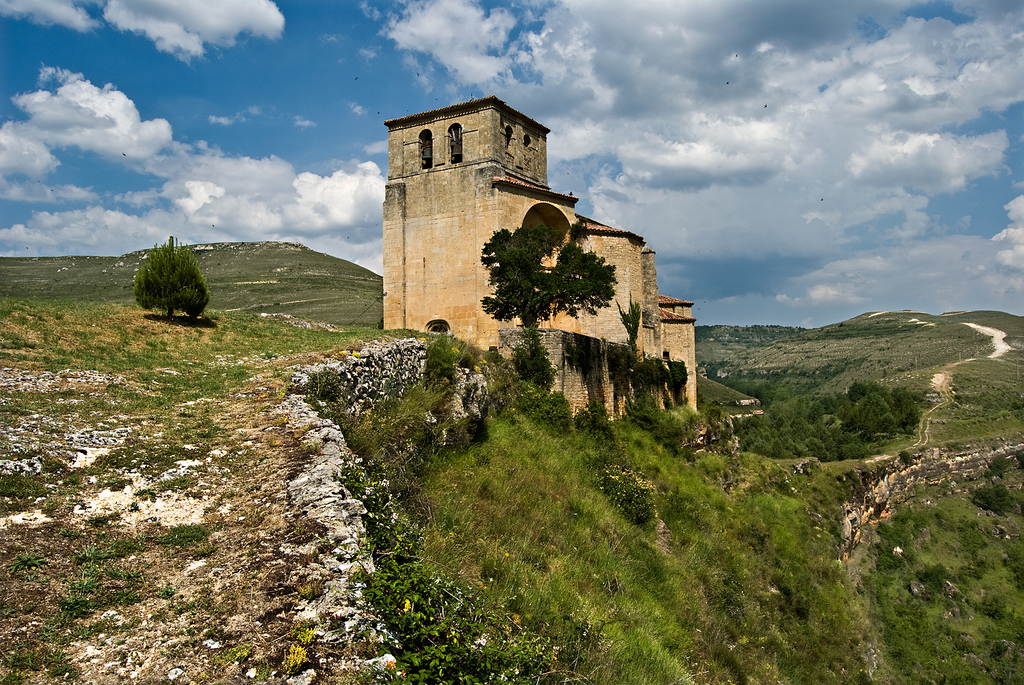
Église de Santa María, Sedano.

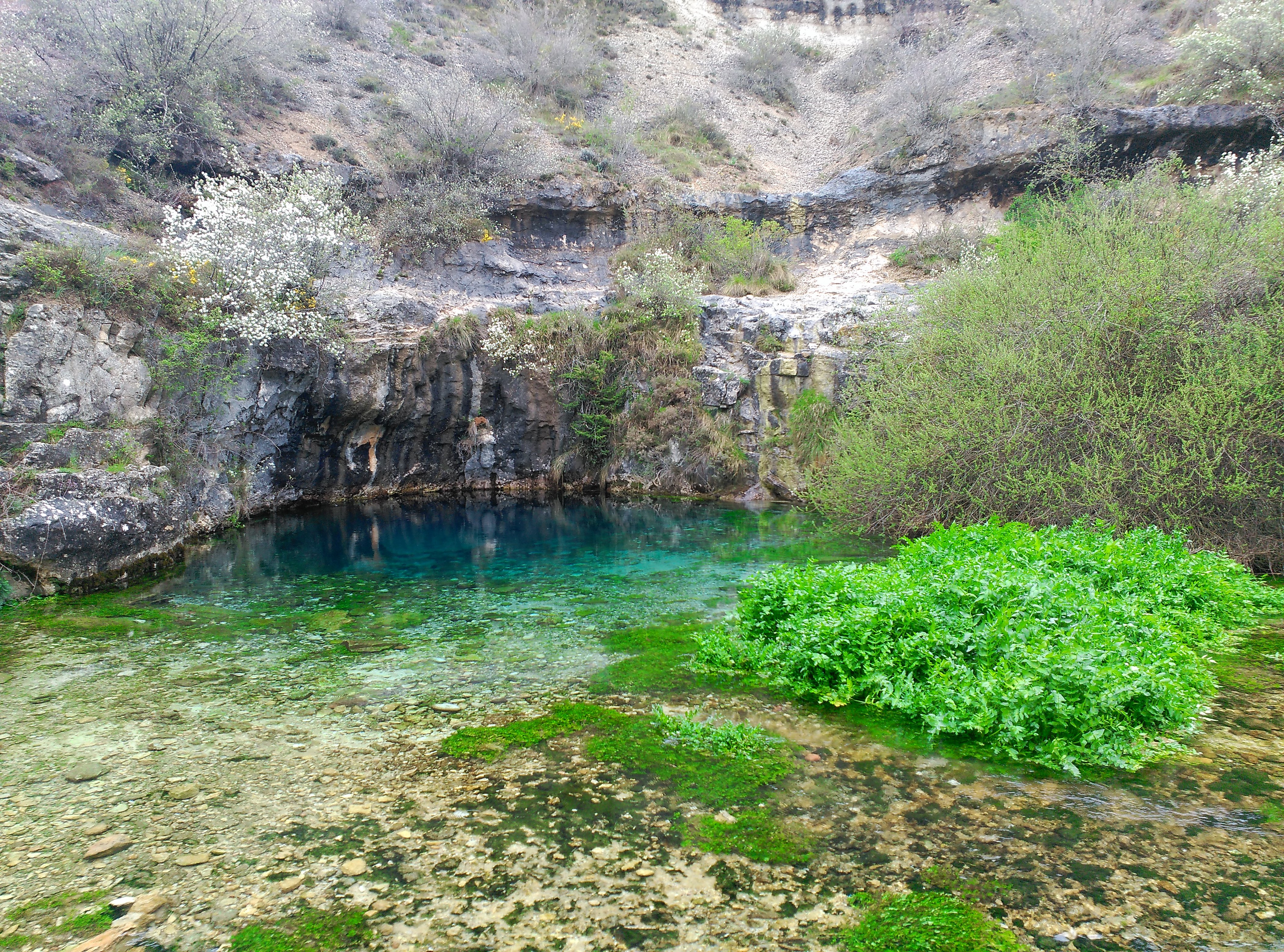
Le Pozo Azul (Puits Bleu), à Covanera, source d'origine karstique, lieu de référence internationale pour les activités subaquatiques et la plongée souterraine.

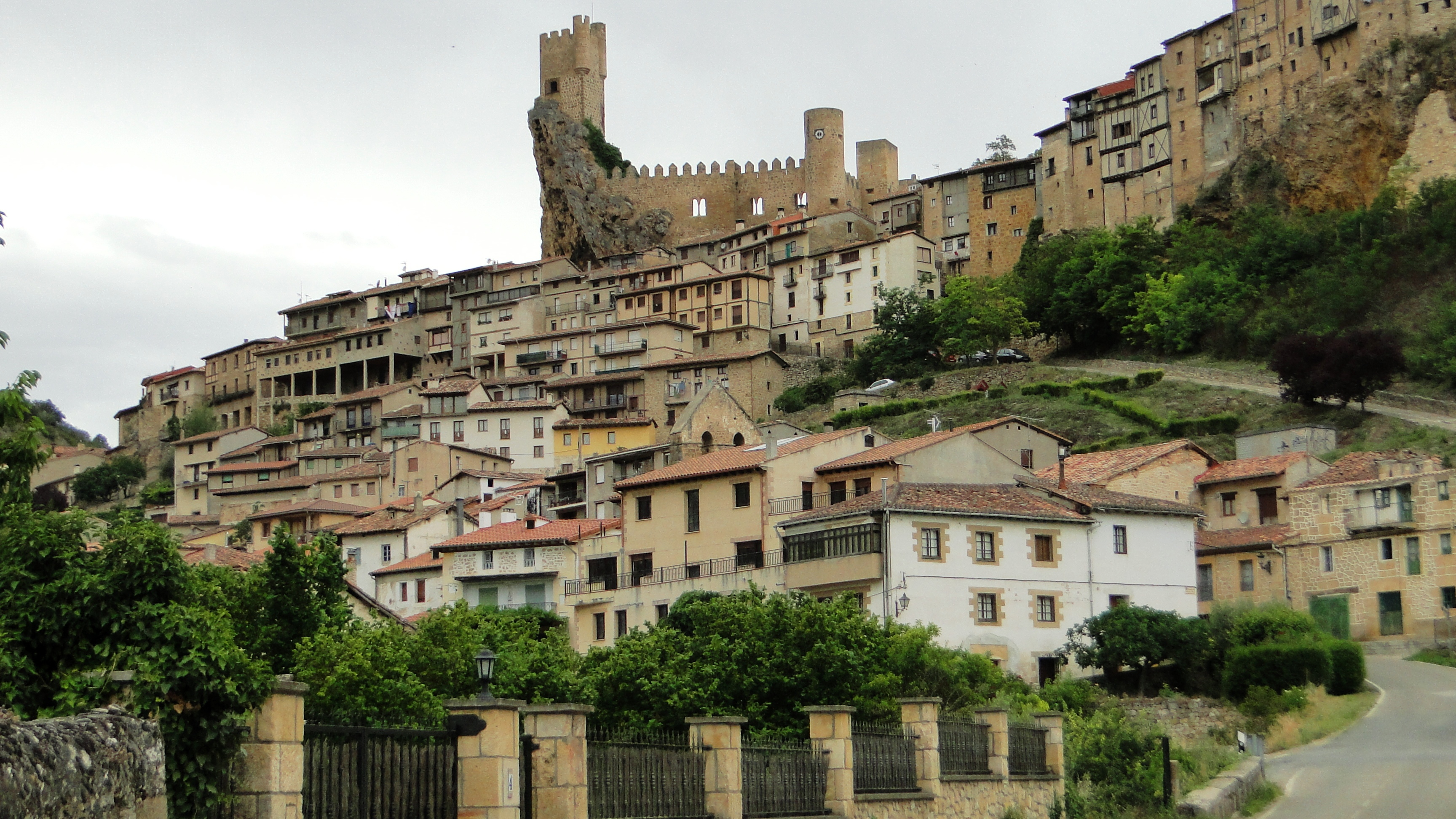
Frias.

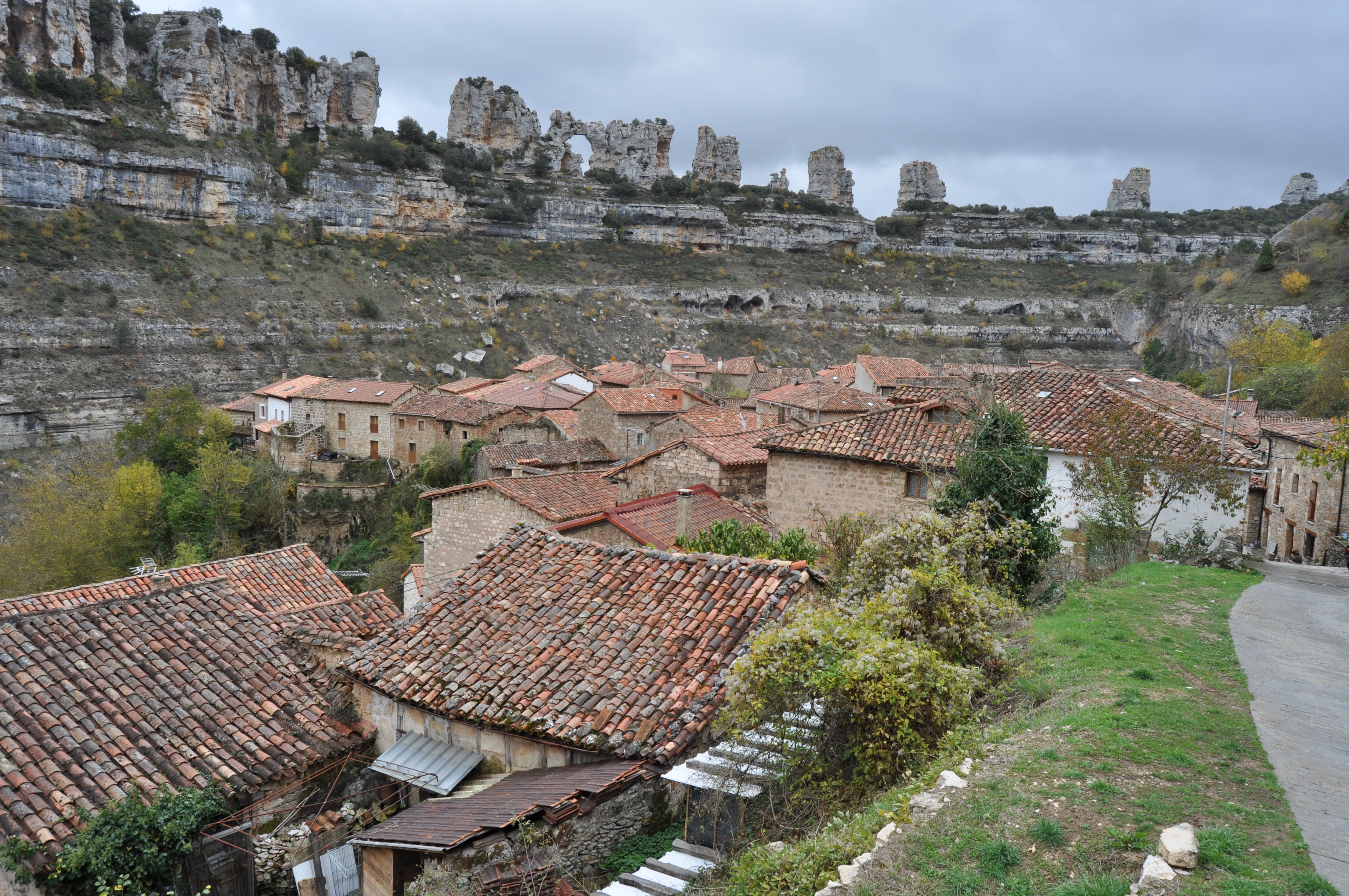
Formations géologiques singulières à Orbaneja del Castillo.

Le territoire couvre une surface approximative de 46 373 hectares, qui comprend en partie ou en totalité les territoires communaux de Alfoz de Bricia (1613 ha), Los Altos (8473 ha), Basconcillos del Tozo (3672 ha), Sargentes de la Lora (4640 ha), Tubilla del Agua (Valle del Rudrón) (7844 ha), Valle de Manzanedo (3570 ha), Valle de Sedano (12 278 ha), Valle de Valdebezana (2381 ha) et Valle de Zamanzas (1902 ha). La partie burgalaise des gorges de l'Èbre commence par l'ouest dans la localité cantabrique de Villaescusa de Ebro, située dans la commune de Valderredible.

## Géologie et géomorphologie
On peut distinguer les treize zones suivantes d'intérêt géologique:
- Pozo Verde.
- Tufs de Tubilla del Agua[3].
- Pozo Azul (Puits Bleu) de Covanera[4].
- Reliefs résiduels sur calcaires du crétacé supérieur.
- Gorge de las Palancas[5].
- Plis de Tudanca.
- Glissements de terrain ordonnés de la vallée de Valdemer (Tubilleja de Ebro).
- Lora de Cielma.
- Gorge de l'Èbre.
- Ensemble de Orbaneja del Castillo.
- Exsurgence de la rivière Rudron.
- Géodes du Monte Grau.
- Grotte de Piscarciano[5].

## Végétation et flore
Les habitats dont la présence est actuellement avérée sont les suivants: 
- Lacs eutrophiques naturels avec végétation.
- Landes humides atlantiques méridionales de Erica ciliaris et Erica tetralix.
- Landes sèches européennes.
- Landes méditerranéennes endémiques avec genêts.
- Fourrés arborescents de Juniperus.
- Prés alpins et subalpins calcaires.
- Prés secs semi-naturels et tapis de buissons sur substrats calcaires, site où poussent de notables orchidées.
- Zones de graminées et annuelles.
- Prés humides méditerranéens d'herbes hautes.
- Prés pauvres de fauche de basse altitude (Alopecurus pratensis, Sanguisorba officinalis)
- Sources pétrifiantes avec formation de tuf.
- Eboulements méditerranéens occidentaux et thermophiles.
- Pentes rocheuses avec végétation chasmophyte.
- Grottes non exploitées par le tourisme.
- Forêts de hêtres acidophiles atlantiques avec sous-bois Ilex et parfois de Taxus.
- Forêts de hêtres centre-européennes.
- Bois de tilleuls des ravins.
- Bois alluviaux de Alnus glutinosa et Fraxinus excelsior.
- Bois de chênes pédonculés avec Quercus robur et Quercus pyrenaica.
- Bois de chênes ibériques de Quercus faginea et Quercus canariensis.
- Bois galerie de Salix aube et Populus aube[6].
- bois de chênes-verts de Quercus ilex et Quercus rotundifolia[7].

## Faune
Les habitats les plus remarquables pour leur intérêt faunistique sont:
- Les rivières, où se distingue la présence de l'écrevisse (Austrapotamobius pallipes), la truite (Salmo trutta), la bermejuela (Chondrostoma arcasii), le goujon (Gobio gobio) et le vairon (Phoxinus phoxinus)[7].

- Les rives, ainsi que les enclaves proches de points de surgissement d'eau ou les zones humides, pour leur grande importance pour les communautés animales qu'elles hébergent et pour leur rôle de corridor biologique. Ces lieux sont notamment l'habitat pour du Lacerta schreiberi, du martin pêcheur (Alcedo atthis), de l'otus (Otus scops), du pic épeichette (Dendrocopos minor), de la loutre (Lutra lutra) ou du desman des Pyrénées (Galemys pyrenaicus), entre autres espèces[8].
- Les mosaïques de prés et de haies, dans les plaines alluviales ou fonds de vallée, qui sont l'habitat du papillon Euphydryas aurinia, d'oiseaux comme le pie-grièche écorcheur (Lanius collurio) ou le bruant ortolan (Emberiza hortelana) et de mammifères tels que le hérisson (Erinaceus europaeus), le blaireau (Meles meles) ou le chat sauvage (Felis silvestris).
- Les rochers et grottes, pour leur importance pour les insectes cavernicoles, ainsi que comme lieu de refuge et de reproduction de plusieurs espèces de chauve-souris. Ce sont également des lieux de nidification d'une riche communauté d'oiseaux: l'aigle de Bonelli (Hieraaetus fasciatus), le vautour percnoptère (Neophron percnopterus), l'aigle réel (Aquila chrysaetos), le halcón pèlerin (Falco peregrinus), le hibou grand-duc (Bubo bubo) ou la crave à bec rouge (Pyrrhocorax pyrrhocorax)[7].
- Les forêts de feuilles caduques. Elles hébergent deux coléoptères, le capricorne du chêne (Cerambys cerdo) et le cerf-volant (Lucanus cervus), et sont de grande valeur pour la croissance de nombreux oiseaux forestiers dont le circaète Jean-le-Blanc (Circaetus gallicus), le pic épeichette (Dendrocopos minor), les milans royal (Milvus milvus) et noir (M. migrans), l'épervier (Accipiter gentilis, Accipiter nisus), le faucon hobereau (Falco subbuteo), la bondrée apivore (Pernis apivorus), l'engoulevent jotaka (Caprimulgus europaeus), l'aigle botté (Hieraaetus pennatus)[8]. Enfin, elles abritent des carnivores: le loup (Canis lupus) et quelques chauve-souris.
- Les milieux ouverts occupés par des pâturages et des maquis, spécialement ceux des plateaux désertiques, sont de grande importance pour la subsistance d'une riche faune steppique. D'une part, ils sont l'habitat d'espèces d'oiseaux comme le busard cendré (Circus pygargus) et le busard Saint-Martin (Circus cyaneus), le hibou des marais (Asio flammeus), le burhinidae (Burhinus oedicnemus), l'alouette calandre (Melanocorypha calandra), l'alouette calandrelle (Calandrela brachydactyla) ou le pipit rousseline (Anthus campestres). D'autre part, ils constituent l'habitat d'alimentation de la plupart des rapaces et des chauves-souris qui logent dans les autres habitats.

## Description
L'Espace Naturel «Gorges du Haut Èbre et Rudrón» est situé dans le nord-ouest de la province de Burgos et présente un paysage de grande beauté, où les étroits fonds de vallée encaissés entre des défilés escarpés et découpés, traversés par les rivières Èbre et Rudrón, contrastent puissamment avec les grands plateaux désertiques presque plats que l'on trouve à plus haute altitude, où la perspective s'ouvre sur d'amples horizons.
Du point de vue géologique et géomorphologique, il offre de multiples et précieux attraits, ainsi que des singularités ou points d'intérêt très remarquables.
L'Èbre traverse le nord de la province de Burgos depuis Orbaneja del Castillo jusqu'au-delà de Miranda de Ebro sur 150 km dans une succession de gorges qui alternent avec des vallées ouvertes. Le tracé du fleuve va d'ouest en est, mais il très sinueux, d'une part parce qu'il traverse un massif montagneux par l'endroit le plus propice (dissolution de roches calcaires fondamentalement), d'autre part parce qu'il forme des méandres dans les vallées.
Alors que les vallées sont plus marquées par l'homme et exploitées sur le plan agricole, les gorges jouissent d'une bonne conservation de leurs valeurs naturelles, en faune comme en flore. L'humidité et l'ubac des gorges nourissent quelques riches bois de rive et toute la faune associée à ceux-ci (oiseaux, petits mammifères, rongeurs, etc.), tandis que leurs parois sont propices pour les rapaces (vautour, aigle, etc).
Les zones les plus remarquables des gorges et des environs, d'ouest en est, sont:
- Les gorges de Orbaneja del Castillo, où se trouve une grande cascade et la crête rocheuse en surplomb du village, capricieusement découpée en forme de merlons , qui donne son nom à la localité.
- Les gorges du Rudrón sont l'un des plus importants espaces de l'environnement[11]. La rivière Rudrón, peu après Basconcillos del Tozo, s'enfonce dans une igue  (phénomène karstique par dissolution de la roche calcaire) et apparaît à nouveau comme une source dans la Cueva del Moro (Grotte du Maure) à Barrio Panizares[2]. Ensuite elle est encaissée dans des gorges et forme la Vallée du Rudrón jusqu'à se jeter dans l'Èbre à Valdelateja, où se trouve également une source d'eaux thermales qui a donné lieu à une station thermale. Peu avant Valdelateja, à Covanera, se trouve le Pozo Azul (Puits Bleu), une source en forme de puits dont les eaux cristallines ont l'air bleues.
- La Hoya de Huidobro, cuvette fermée au sud-est de Valdelateja avec un grande forêt de hêtres et de chênes et où se trouve le dolmen du moreco. D'autres dolmens se trouvent à proximité, notamment celui de la Cabaña[12].
- Les gorges de Tudanca à Cidad de Ebro.
- Le défilé de Las Palancas (affluent de l'Èbre) entre Munilla (Burgos) et Landravés[5].
- La Gorge des Hocinos entre Hocina et Valdenoceda.
- La gorge de La Horadada, entre Cereceda et Trespaderne.
- La gorge de la rivière Oca, affluent de l'Èbre, depuis Oña jusqu'à la confluence avec la gorge de La Horadada.
- Le défilé entre Frias et Montejo de Cebas.
- La gorge de Sobrón, profond canyon avec une grande colonie de vautours, qui marque la frontière entre Burgos et Álava.

## Tourisme
Ce parc offre de nombreuses possibilités de randonnée et de visites. Il existe, entre autres, un sentier homologué de petite randonnée, le PRC-BU1.